# ヴラディミル・ユーゴヴィッチ
ヴラディミル・ユーゴヴィッチ（セルビア語: Владимир Југовић, ラテン文字転写: Vladimir Jugović、1969年8月30日 - ）は、セルビア（旧ユーゴスラビア）の元サッカー選手。ポジションはミッドフィールダー。
優れた戦術眼と高い技術を武器に活躍した。中盤のポジションはサイド、センターと、どこでもこなすユーティリティープレーヤー。マルチェロ・リッピやスヴェン＝ゴラン・エリクソンといった監督に高く評価され、重宝された選手である。

## 経歴
12歳の時、地元の小さなクラブでサッカーを始め、半年後にはレッドスター・ベオグラードの下部組織に入団した。1986年、親善試合ではあったが、トップチームでのデビューを飾った。兵役に従事した後、チームに戻り、1989年に正式にトップデビューを果たした。出場機会は多くなく、1990年には短期ながら、ラドへレンタル移籍した。同年のうちにチームに戻り、1990-91シーズンのUEFAチャンピオンズカップ制覇に貢献。1991年8月8日の対チェコスロバキア戦で代表デビューを果たし、同年のトヨタカップ、コロコロ戦では2得点を挙げ、世界王者のタイトルとMVPを獲得した。1992年にはUEFA EURO '92を戦う代表チームのメンバーに選出されていたが、内戦への制裁により、チームは大会から締め出され、出場が出来なかった。
1992-93シーズンにセリエA・サンプドリアへ移籍。セリエAの開幕戦のラツィオ戦で直接FKからゴールを決めるセリエAデビュー、同試合から3試合連続ゴールを決めるなど、すぐにレギュラーに定着、リーグ戦ではシーズン9ゴールを挙げた。1993-94シーズンにはコッパ・イタリアでの優勝に貢献するなど、チームの中心選手として活躍を見せた。1994-95シーズン、レッドスター時代のチームメートシニシャ・ミハイロヴィッチと再びチームメートになったが、シーズン途中にルート・フリットがチームに複帰し、外国人枠の影響、そして怪我で離脱するなど、出場機会を減らした。
高く評価していたマルチェロ・リッピが獲得を希望し、1995-96シーズンにはユヴェントスへ移籍を果たし、その年のチャンピオンズ・カップ準決勝、ナント戦の1stレグでゴールを決め勝利に貢献、決勝のアヤックス戦ではPK戦で最後のキッカーとしてPKを成功させて、ユベントスは優勝を果たした 、また同年のトヨタカップでは先発出場し、リーベルプレートを破り2度目の優勝、1996-97シーズンのセリエA優勝のタイトル獲得するなど、ユーベで重要な役割を果たし、リッピは活躍を高く評価していたが、フロント陣によりラツィオに売却された。
サンプドリア時代の監督スヴェン＝ゴラン・エリクソンが獲得を望み 、1997-98年ラツィオに移籍、コッパ・イタリア決勝、ACミラン戦の2ndレグでゴールを決め優勝に貢献。しかしチームは、クリスチャン・ヴィエリを獲得する資金を捻出するため、1998-99シーズン、アリゴ・サッキ監督のアトレティコ・マドリードに売られた。しかし、足首の負傷で満足のいくシーズンを過ごせなかった。1998年のフランスW杯ではユーゴスラビア代表として出場し、4試合にフル出場、チームのベスト16に貢献。
1999-2000シーズン、リッピ監督から誘われ、インテルで2シーズンプレー、怪我に苦しみ常時出場が出来なかった。2000年のユーロ直前に代表復帰し、ユーロ2000では4試合全てに出場した。2001-02シーズン、ユベントス時代のチームメートであったディディエ・デシャンが率いるASモナコでプレーし、リーグカップ優勝に貢献した。2002年2月13日のメキシコ戦で代表最後の出場を果たした。その後FCアドミラ・ヴァッカー・メードリングを経て、ブンデスリーガ2部のクラブチーム・LRアーレンで35歳で現役引退した。引退後は、スポーツエージェントやスカウトなどをしている。

## 代表歴

### 出場大会
- ユーゴスラビア代表
  - 1998 FIFAワールドカップ

### 試合数
- 国際Aマッチ 40試合 3得点（1991年-2002年）[13]

| ユーゴスラビア代表 | 国際Aマッチ | 国際Aマッチ |
| 年                 | 出場        | 得点        |
| ------------------ | ----------- | ----------- |
| 1991               | 3           | 1           |
| 1992               | 1           | 0           |
| 1993               | 0           | 0           |
| 1994               | 2           | 0           |
| 1995               | 0           | 0           |
| 1996               | 7           | 1           |
| 1997               | 7           | 1           |
| 1998               | 11          | 0           |
| 1999               | 0           | 0           |
| 2000               | 7           | 0           |
| 2001               | 1           | 0           |
| 2002               | 1           | 0           |
| 通算               | 40          | 3           |

## タイトル
レッドスター・ベオグラード
- ユーゴスラビア・プルヴァ・リーガ：1989-90, 1990-91, 1991-92
- ユーゴスラビアカップ：1989-90
- UEFAチャンピオンズカップ：1990-91
- インターコンチネンタルカップ：1991

UCサンプドリア
- コッパ・イタリア：1993-94

ユヴェントスFC
- セリエA：1996-97
- UEFAチャンピオンズリーグ：1995-96
- インターコンチネンタルカップ：1996
- UEFAスーパーカップ：1996

SSラツィオ
- コッパ・イタリア：1997-98

ASモナコ
- クープ・ドゥ・ラ・リーグ：2003